# Xenylla claggi
Xenylla claggi är en urinsektsart som beskrevs av Wise 1970. Xenylla claggi ingår i släktet Xenylla och familjen Hypogastruridae. Inga underarter finns listade i Catalogue of Life.